# Pittsburgh Ironmen
Pittsburgh Ironmen, som bildades 1946 och upplöstes 1947, var en basketklubb från Pittsburgh i Pennsylvania och som spelade i Basketball Association of America (BBA) säsongen 1946/1947.
Ironmen var ett av lagen som spelade den första BAA-säsongen. Laget slöt på 15 segrar och 45 förluster i grundserien och slutade på femte och sista plats i Western Division vilket gjorde att de missade slutspelet.
Ironmen spelade sina hemmamatcher i Duquesne Gardens.
Pittsburgh Ironmen är det enda basketlaget från Pittsburgh som har spelat i BBA eller NBA.